# Amadeo (nombre)
Amadeo es un nombre propio masculino de origen latino en su variante en español. Su significado es "el que ama a Dios".

## Santoral
31 de marzo: Beato Amadeo IX de Saboya.

## Variantes
- Femenino: Amadea.

### Variantes en otros idiomas
| Variantes en otras lenguas | Variantes en otras lenguas |
| -------------------------- | -------------------------- |
| Español                    | Amadeo                     |
| Alemán                     | Amadeus                    |
| Asturiano                  | Amadéu                     |
| Búlgaro                    | Амадей (Amadej)            |
| Catalán                    | Amadeu                     |
| Checo                      | Amadeus                    |
| Corso                      | Amadeu                     |
| Danés                      | Amadeus                    |
| Eslovaco                   | Amadeus                    |
| Euskera                    | Amada                      |
| Esperanto                  | Amadeo                     |
| Finlandés                  | Amadeus                    |
| Francés                    | Amédée                     |
| Gallego                    | Amadeu                     |
| Georgiano                  | ამადეუს (Amadeus)          |
| Griego                     | Teófilo                    |
| Holandés                   | Amadeus                    |
| Húngaro                    | Amadeusz                   |
| Inglés                     | Amadeus                    |
| Italiano                   | Amedeo                     |
| Latín                      | Amadeus                    |
| Letón                      | Amadejs                    |
| Lituano                    | Amadėjus                   |
| Noruego                    | Amadeus                    |
| Occitano                   | Amadèu                     |
| Polaco                     | Amadeusz                   |
| Portugués                  | Amadeu                     |
| Rumano                     | Amedeu                     |
| Ruso                       | Амадей (Amadej)            |
| Sardo                      | Amedèu                     |
| Sueco                      | Amadeus                    |